# Spiranthes ovalis
Spiranthes ovalis är en orkidéart som beskrevs av John Lindley. Spiranthes ovalis ingår i släktet skruvaxsläktet, och familjen orkidéer.

## Underarter
Arten delas in i följande underarter:
- S. o. erostellata
- S. o. ovalis